# Howard McFarlaine
Howard McFarlaine (Londen, 13 november 1894 – aldaar, 6 maart 1983) was een Britse trompettist in de amusementsmuziek en de vroege jazz.

## Biografie
Farlaine begon zijn loopbaan in pit-bands, die in de Londense filmtheaters speelden. Begin jaren 20 werd hij lid van de band van Alex Hyde, waarmee hij in 1924 door Duitsland toerde. Daar ontstonden zijn eerste plaatopnamen, onder andere voor het platenlabel Vox ("Mama Loves Papa, Papa Loves Mama"). Na het einde van de groep van Hyde bleef McFarlaine in Duitsland hangen, waar hij danseres Anita Berber begeleidde en van 1924 tot 1926 lid van het orkest van Bernard Etté was. In 1926/27 nam hij onder eigen naam met een kleine groep een paar platen met hotjazz op. Van 1925 tot 1932 speelde hij onder meer in het orkest van de violist Dajos Béla en werkte hij ook aan diens plaatopnamen voor het label Beka mee (zoals het nummer "Say Mister! Have You Met Rosie's Sister", 1927). Tevens was hij studiomuzikant in The Salon Symphonie Jazzband van Fred Bird. Toen de xenofobie in Duitsland toenam, keerde hij in 1932 naar Engeland terug. In 1933/34 werkte hij in de band van trompettist Jack Jackson, daarna toerde hij van 1935 tot 1937 met Béla in Argentinië. Van 1937 tot 1940 toerde hij opnieuw op het continent. Hij was vervolgens tot zijn pensionering in 1957 muzikant in het dansorkest van de BBC.